# Jerry Skinner
Pour les articles homonymes, voir Skinner.
Clarence Farringdon Skinner, dit Jerry Skinner ou Gerry Skinner, né le 19 janvier 1900 à Melbourne et mort fin avril 1962 à Takaka,, est un homme politique néo-zélandais.

## Biographie
Jerry Skinner est élu député travailliste de la circonscription de Motueka-et-Buller aux élections législatives de 1938. Capitaine dans les forces armées néo-zélandaises durant la Seconde Guerre mondiale, il est blessé à la guerre en novembre 1942, promu par la suite au rang de major, et décoré en janvier 1943 de la croix militaire pour son rôle en tant que sapeur et démineur durant la seconde bataille d'El-Alamein,.
De 1943 à 1949 il est le ministre chargé de la réintégration des anciens combattants, et conjointement ministre des Terres, dans le gouvernement de Peter Fraser. Lorsque les travaillistes retrouvent le pouvoir en 1957 menés par Walter Nash, il retrouve ces postes et est également nommé ministre de l'Agriculture et vice-Premier ministre. Les travaillistes perdent les élections de 1960, et Jerry Skinner devient vice-chef de l'opposition parlementaire. Walter Nash souhaite que Skinner lui succède comme chef du Parti travailliste, et donc comme chef de l'opposition et potentiel futur Premier ministre, mais Jerry Skinner meurt en avril 1962 à l'âge de 62 ans.